# Rhectosemia longistrialis
Rhectosemia longistrialis là một loài bướm đêm trong họ Crambidae.